# 和良村
和良村（わらむら）は、岐阜県の郡上郡にあった村である。2004年に郡上郡7町村で合併して郡上市となった。

## 地理
国の特別天然記念物であるオオサンショウウオが生息する和良川が流れる。
- 山：和良岳、黒岳
- 河川：和良川、土京川、鹿倉川、鬼谷川

### 隣接していた自治体
- 郡上郡 明宝村、八幡町
- 益田郡 金山町

## 歴史
- 1894年（明治27年）7月21日  -鹿倉村、宮代村、野尻村、三庫村、横野村、宮地村、沢村、法師丸村、下洞村、土京村、方須村が合併して発足。
- 1972年（昭和42年）12月12日 - 第33回衆議院議員総選挙を通じた選挙違反容疑で村長、助役、村議会議長、村議らが逮捕。
- 1973年（昭和43年）1月17日  - 村議会が自主解散。選挙違反の取り調べを受けた議員が定数12人中9人に達したため[1]。
- 2004年（平成16年）3月1日 - 八幡町、大和町、白鳥町、高鷲村、美並村、明宝村と合併し郡上市が発足。同日和良村廃止。

## 教育
- 和良村立和良中学校
- 和良村立和良小学校

### 2004年以前に廃校となった学校
- 岐阜県立郡上高等学校和良分校（2000年廃校）
- 和良村立和良小学校方須分校（1963年廃校）
- 和良村立和良小学校鹿倉分校（1964年廃校）
- 和良村立和良小学校田平分校（1964年廃校）
- 和良村立土京小学校（1969年廃校）

## 交通

### 鉄道
村内に鉄道路線なし。

### 道路
高速道路
- 村内に高速道路はなし。

一般国道
- 国道256号

主要地方道
- 岐阜県道63号美濃加茂和良線

一般県道
- 岐阜県道322号畑佐和良線
- 岐阜県道323号鹿倉白山線

## 名所・旧跡・観光スポット・祭事・催事

### 名所・旧跡
- 御手洗の滝
神の力によってできた滝として「御手洗の滝」と呼ばれるようになった。
- 三日月の滝
山の奥深くにある滝。ここには、不動（ふどう）の滝、蓬莱（ほらい）の滝、三日月（みかづき）の滝、と呼ばれる三つの滝がある。
- 鬼の首
高賀山信仰で有名な、藤原高光（ふじわらたかみつ）が退治した鬼だと言われている。
- 蛇穴
深い森の中にある石灰洞で、中からはこんこんと美しい清水が湧き出ている。
- 天の岩戸ゆかりの重ね岩
天照大御神（あまてらすおおみかみ）が岩屋に閉じこもったため、世界が暗闇になったときに、そのときの破片がこの地まで飛んできたと伝えられている。
- 一本杉
戸隠神社の参道にそびえる神木の一本杉。
- 戸隠神社例祭
毎年10月上旬に開催される。400年の歴史を誇るとされる。のぼりが立ち並ぶ参道を山車が引かれ、数々の芸能が奉納される。
- 大月の森公園キャンプ場
和良川の源流部にあるこの大月の森は、コナラなどが群生する天然広葉樹の森である｡ 44ヘクタールに及ぶこの森林には､手付かずのすばらしい自然が多く残されている｡
- 和良川公園オートキャンプ場
緑と清流に囲まれたオートキャンプ場。目の前を流れる和良川ではアユやアマゴ釣りが楽しめ、気軽に水遊びができる。
- 和良歴史資料館
和良町の原始時代遺跡より出土した遺物や戸隠神社、宮代白山神社の宝物など文化財を展示しているほか、国の特別天然記念物に指定されているオオサンショウウオが飼育されている。
- オオサンショウウオ（国の特別天然記念物）
和良川に生息。
- 和良運動公園
- 三十六歌山扁額（宮代白山神社）
- 御陣屋跡
- 円空仏
- 白山神社　宮代白山神社

### 祭事・催事
- 戸隠神社祭例（九頭の宮の祭り）
約400年もの歴史を持つ伝統あるお祭りで、「九頭の宮の祭り（くずのみやのまつり）」と呼ばれることもある。このお祭りは宮地・上沢両区から大神楽、伊勢神楽、ヒゴ馬が打出し、山門で双方が合流して一対となり、神輿一組が拝殿から降りてくるのを待ち、大神楽が奉納される。降臨した神輿に加え、引き山車二組も一緒になり、拝殿下の広場へと練り上げて行き、ヒゴ馬、大神楽、山車、伊勢神楽が奉納される。また、山車の上で行なわれるからくりは、「武田からくり」といわれるもので、チヤントコ（猿田彦）の舞、那須与一の弓取り、オカメ（天鈿女命）の舞などの人形からくりが行なわれている。お祭りの構成としては、宮地地区と上沢地区共に神輿の部・大神楽の部・伊勢神楽の部・山車の部から構成されており、雄の麒麟獅子を宮地区、雌獅子を上沢地区としている。地を踏み邪気を鎮める白馬と黒馬のヒゴ馬十二頭や山車の引き役を担当する子どもたちが約50人と、その光景は参道や境内を埋める程で圧巻。そこから境内に移って、宮地地区と上沢地区が相対して構え、舞台上では、「シカラバ、天下太平、（ナカナカ）　氏子繁盛、ゴ祈祷ノ悪魔払イ　（シカリ祓ゥテナァ）」と口上。雌獅子によるカヤの舞、スズの舞などの獅子舞のほか、悪魔払いや、おかめの舞に伊勢神楽などが同時に奉納される。上沢の山車では「那須与一」、宮地の山車では「猿田彦」のカラクリが披露される。